# Krasny Pachar (Lgow)
Krasny Pachar (russisch Красный Пахарь) ist ein Weiler (chutor) in der Oblast Kursk in Russland. Er gehört zum Rajon Lgow und zur Landgemeinde (selskoje posselenije) Marizki selsowjet.

## Geographie
Der Ort liegt gut 61 km Luftlinie nordwestlich des Oblastverwaltungszentrums Kursk im südwestlichen Teil der Mittelrussischen Platte, 16 km nordöstlich des Rajonverwaltungszentrums Lgow, 5,5 km vom Sitz des Dorfsowjet – Mariza, 64,5 km von der Grenze zwischen Russland und der Ukraine, im Becken des Prutischtsche (Nebenfluss des Seim).

### Klima
Das Klima im Ort ist wie im Rest des Rajons kalt und gemäßigt. Es gibt während des Jahres eine erhebliche Niederschlagsmenge. Dfb lautet die Klassifikation des Klimas nach Köppen und Geiger.

## Bevölkerungsentwicklung
| Jahr | Einwohner |
| ---- | --------- |
| 2002 | 23        |
| 2010 | 13        |

Anmerkung: Volkszählungsdaten

## Verkehr
Krasny Pachar liegt 19 km von der Straße regionaler Bedeutung 38K-017 (Kursk – Lgow – Rylsk – Grenze zur Ukraine) als Teil der Europastraße E38, 5 km von der Straße 38K-023 (Lgow – Konyschowka), 17,5 km von der Straße interkommunaler Bedeutung 38N-362 (38K-017 – Nikolajewka – Schirkowo), 4,5 km von der Straße 38N-437 (38K-023 – Olschanka – Marmyschi – 38N-362), 0,5 km von der Straße 38N-434 (38N-437 – Krasnaja Dubrawa) und 0,5 km von der nächsten Eisenbahnhaltestelle 565 km (Eisenbahnstrecke Nawlja – Lgow-Kijewskij) entfernt.
Der Ort liegt 155 km vom internationalen Flughafen von Belgorod entfernt.